# Мемориал советским воинам при въезде в Выборг
Мемориал советским воинам — мемориальный комплекс на братской могиле № 33, сооружённый при въезде в Выборг в память о советских военнослужащих, павших в боях на Карельском перешейке в ходе Великой Отечественной и Советско-финляндской войны 1939—1940 гг. Поставленное под государственную охрану в 1959 году воинское захоронение на 4-м километре Ленинградского шоссе, относящееся к крупнейшим советским мемориалам в Выборге (наряду с братской могилой на Южном кладбище), внесено в реестр объектов культурного наследия России в качестве памятника истории регионального значения.

## История
В результате Советско-финляндской и Великой Отечественной войны Выборг понёс большие разрушения. В первое послевоенное десятилетие основные усилия властей были направлены на восстановление города, поэтому возможность сооружения новых скульптурных памятников открылась только в конце 1950-х годов. В ходе работ по городскому благоустройству, проводившихся под руководством председателя Выборгского горисполкома П. Ф. Ладанова, при въезде в Выборг у братской могилы советских воинов, павших при освобождении города в 1944 году, на высоком гранитном постаменте с восточной стороны шоссе в 1957 году была установлена бронзовая статуя воина-победителя (работы дипломанта Художественно-промышленного училища имени Мухиной Н. М. Каракаша) с автоматом на груди, в плащ-палатке и пилотке. А неподалёку в 1961 году был открыт памятник на братской могиле финских красногвардейцев. Так сформировался монументальный въезд в Выборг с юго-восточной стороны, активную роль в композиции которого играет окружающая природа. 
В рамках работ по укрупнению воинских захоронений Карельского перешейка осуществлялись неоднократные перезахоронения из других братских могил и индивидуальных захоронений военнослужащих, погибших в годы Советско-финляндской и Великой Отечественной войн. К 30-летию Победы 7 мая 1975 года был торжественно открыт расширенный и благоустроенный мемориальный комплекс, выполненный по проекту архитекторов Ю. А. Дьяконова и А. И. Алымова. На тот момент здесь покоились 969 воинов, имена 21 из них были неизвестны. Осуществлением проекта занимались гранитчики спецпоезда № 903 и работники завода «Монументскульптура».
В 2016-2017 годах было осуществлено наиболее значительное расширение захоронения: в братскую могилу перезахоронили останки 1370 человек, обнаруженные поисковиками. В связи с этим мемориал был реконструирован, и 18 августа 2018 года состоялось его новое торжественное открытие, приуроченное к 725-летию Выборга. Здесь увековечили списком всех погибших военнопленных: поисковиками было установлено более трёх с половиной тысяч новых имён, а затем — ещё более 800 имён. 
Братскую могилу погибших воинов, украшенную памятником в виде траурного венка из дубовых листьев и декоративного щита со словами «ВЕЧНАЯ СЛАВА ГЕРОЯМ», а также лентами с датами начала и окончания Великой Отечественной войны «1941», «1945», окружают полированные гранитные плиты, на которых высечено более 5000 имён, в том числе 8 Героев Советского Союза: Бирцева И. Ф., Брагина Н. М., Волосевича П. С., Дудко Ф. М., Егорова К. А., Квашнина И. Ф., Колессы Б. А., Николаева Н. И. С противоположной стороны шоссе установлены флагштоки на единых гранитных основаниях. По мнению искусствоведа Е. Е. Кеппа, авторы проекта умело использовали контраст живописного пейзажа с чёткими геометрическими формами «малой архитектуры» — гранитными скамьями, ступенями и постаментами.
А главным компонентом архитектурно-скульптурной композиции, отличающейся лаконичностью, торжественностью и монументальностью, остаётся бронзовая фигура советского солдата-победителя (утрачен только декоративный бронзовый поясок в нижней части постамента). По традиции молодожёны Выборга возлагают к мемориалу живые цветы.

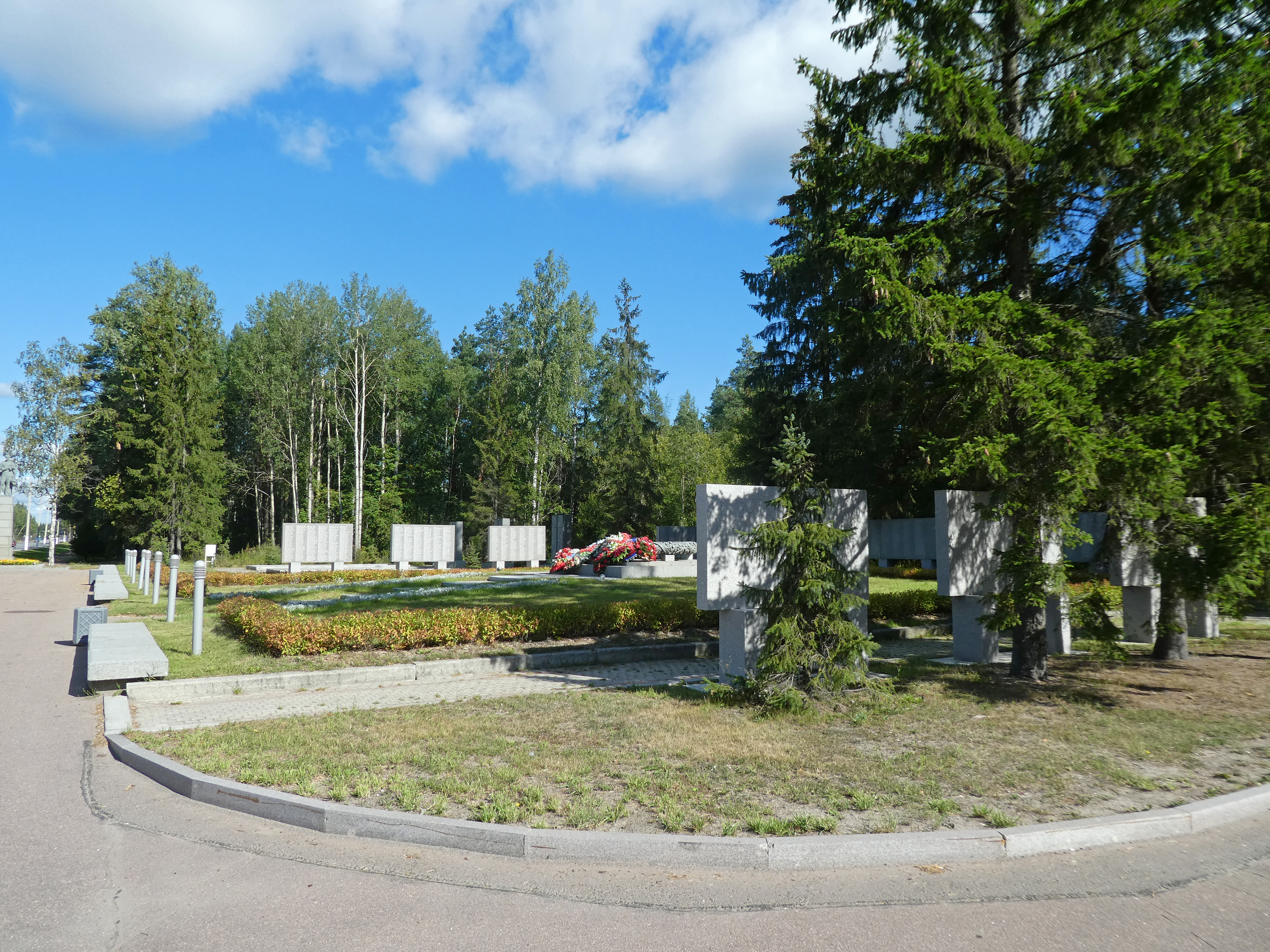
Общий вид
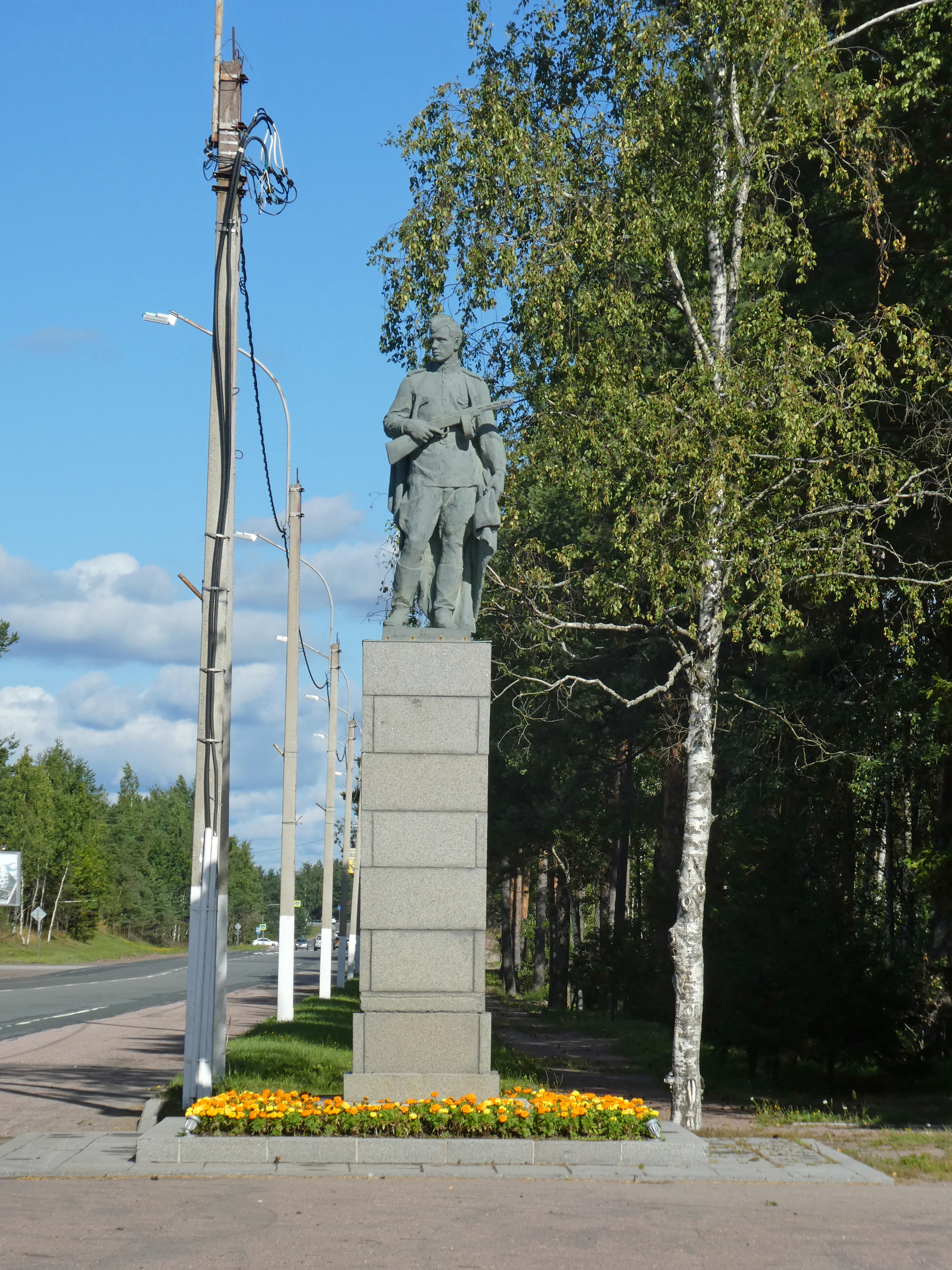
Статуя воина-победителя
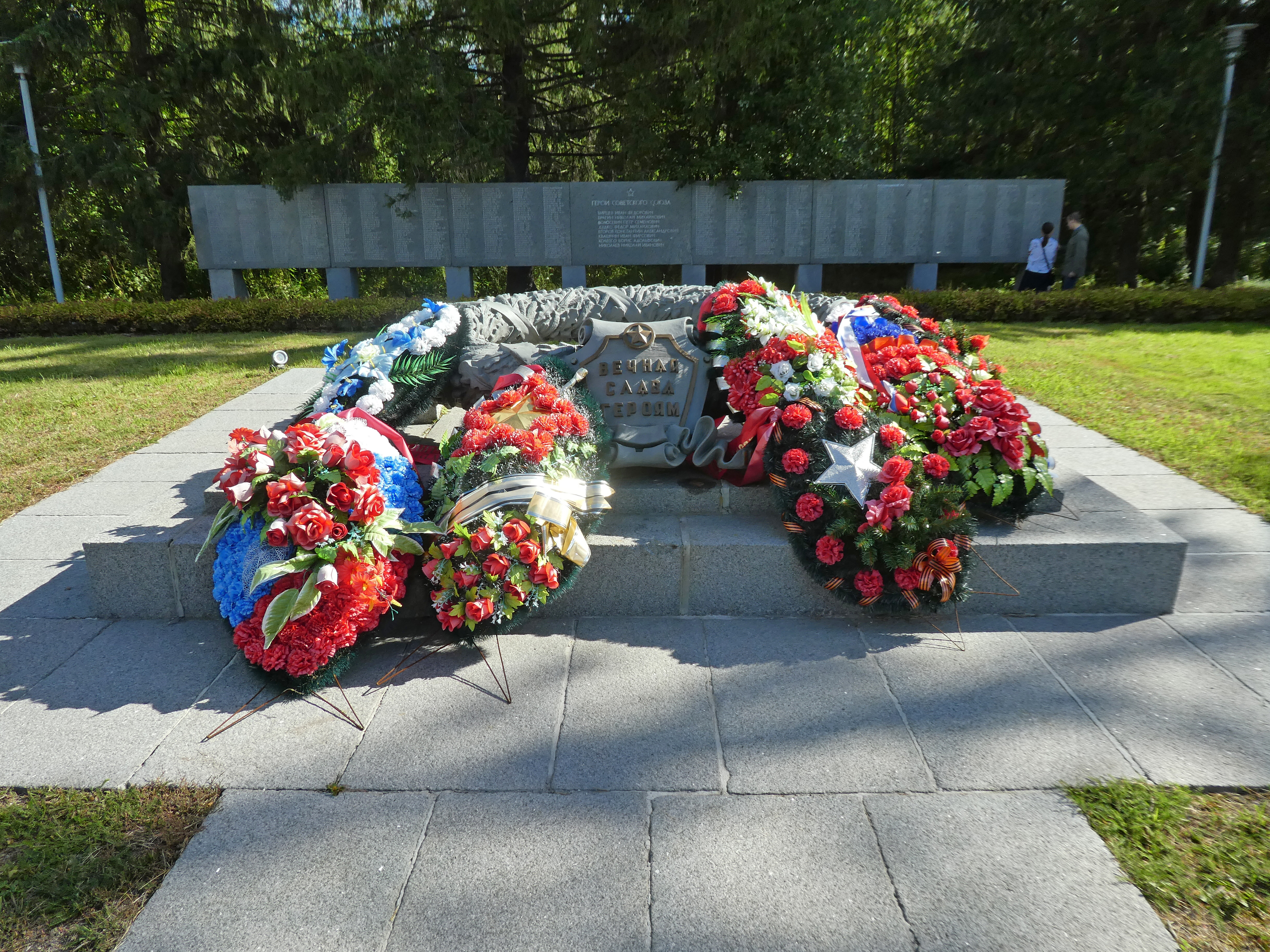
Братская могила
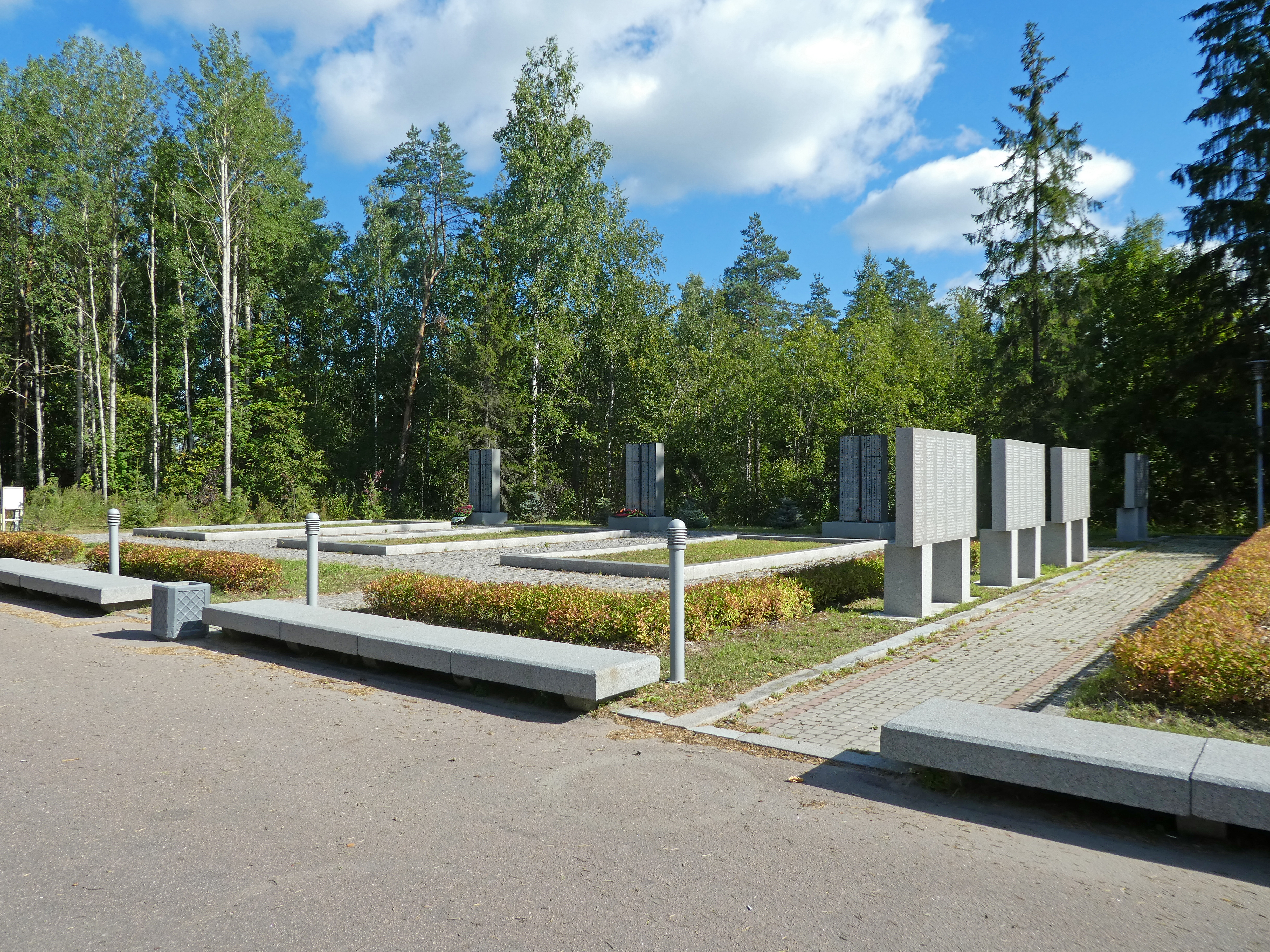
Гранитные плиты